# Pencey Prep
Pencey Prep – американський рок-гурт із міста Бельвіль, Нью Джерсі, який був активний у 1998-2002 роках. До його складу входив Френк Аїро, який після розпаду гурту приєднався до My Chemical Romance.

## Історія
Деякі члени гурту попередньо грали у місцевих панк-рок гуртах, Френк Аїро – у Sector 12, Нейл Сабатіно – у Stick Figure Suicide. Потім Френк приєднався до Pencey Prep як гітарист та вокаліст і паралельно вчився у Ратгерському університеті. Між 2000 та 2001 роками гурт підписав контракт із лейблом Eyeball Records. Pencey Prep визначили частиною молодої пост-хардкор та панк-сцени Нью Джерсі, як і їх друзів за лейблом – Thursday. Гурт брав участь у турі по США разом із Atom & His Package та Nada Surf, а реліз їхнього першого і єдиного альбому Heartbreak in Stereo відбувся 26 листопада 2001 року. Після низької активності під час тритижневого туру на Середньому Заході та деяких незгод серед членів гурту, Pencey Prep розійшлися на початку травня 2002 року.
Відповідно до інформації на сторінці гурту на MySpace, назва була узята із книги Джерома Селінджера «Ловець у житі», де головного героя Голдена вигнали зі школи під назвою Pencey Prep.

## Після Pencey Prep
Після розпаду гурту Аїро грав у I Am A Graveyard та Give Up The Ghost, а потім приєднався до MyChem як ритм-гітарист за декілька днів до початку запису їх дебютного альбому I Brought You My Bullets, You Brought Me Your Love, реліз якого також відбувся на Eyeball Records. Відповідно до біографії  «My Chemical Romance» Лори Ла Белли, навички Аїро як гітариста «дуже знадобилися, коли гурт перейшов з підвальних вечірок на реальні живі шоу».
Клавішник Шон Саймон був у турі разом із MyChem, та вже аж у 2013 став спів-автором коміксу The True Lives of the Fabulous Killjoys з Джерардом Уеєм.
Сабатіно залишив Pencey Prep ще у 2001 і розпочав сольний акустичний проект Fairmount; проте через деякий час до нього приєднався МакГуайр на бас-гітарі. Зараз, згадуючи ці часи, Сабатіно стверджує: «Я так розпачливо хотів і цей проект перетворити на Pencey Prep, що додав туди бас, дві гітари, клавішні, барабани, вокал та скрім. Проте це тривало недовго… Я відчував себе так, ніби я створював підробку, намагаючись писати таку тяжку музику, аби вписатися у панк-сцену тогочасного Нью Джерсі». У 2007 році МакГуайр разом із Аїро сформували хардкор-гурт Leathermouth.

## Склад
- Тім Хейджвік - барабани
- Френк Аїро - вокал, гітара
- Джон МакГуайр - бас-гітара, бек-вокал
- Ніл Сабатіно - гітара, бек-вокал
- Шон Саймон - клавішні

## Дискографія
- Heartbreak in Stereo (2002)